# 学ぼう
「学ぼう」（朝鮮語: 배우자）は、朝鮮民主主義人民共和国の楽曲。プロパガンダソング（歌謡曲）である。

## 概要
“学ぼう”は、1992年にファン・ジニョンが作曲した楽曲である。　　　　　　　　　　　　　　　　　　　　　　　　　　　　　　　　　　　　歌の内容は、「この国（北朝鮮）に楽園を作ろう、この国のために、将来のために必死に努力しよう、勉強しよう、」と訴えかけるものである。　　　　　　　　
また、この歌に金日成、金正日、金正恩の名は一切登場しない。「同志」「領導者」などの、最高指導者を意味する単語も登場しない。
元々普天堡電子楽団がリリースしていたが、現在では2012年に牡丹峰楽団(モランボン楽団)がカバーしたバージョンもある。
朝鮮民主主義人民共和国(北朝鮮)政府広報公式サイトから聞くことができ、現在インターネット上では牡丹峰楽団がカバーした音源も多く出回っている。